# Sébastien Locigno
Sébastien Locigno (Meise, 2 settembre 1995) è un ex calciatore belga, di ruolo difensore.

## Caratteristiche tecniche
È un terzino destro.

## Carriera

### Club
Cresciuto nelle giovanili di Anderlecht e Standard Liegi, ha esordito il 26 dicembre 2013 con il Gent sostituendo Yaya Soumahoro al 60' del match perso 1-0 contro il Mons.

## Statistiche

### Presenze e reti nei club
Statistiche aggiornate al 7 luglio 2017.
| Stagione        | Squadra         | Campionato      | Campionato | Campionato | Coppe nazionali | Coppe nazionali | Coppe nazionali | Coppe continentali | Coppe continentali | Coppe continentali | Altre coppe | Altre coppe | Altre coppe | Totale | Totale | Totale |
| Stagione        | Squadra         | Comp            | Pres       | Reti       | Comp            | Pres            | Reti            | Comp               | Pres               | Reti               | Comp        | Pres        | Reti        | Pres   | Reti   |        |
| --------------- | --------------- | --------------- | ---------- | ---------- | --------------- | --------------- | --------------- | ------------------ | ------------------ | ------------------ | ----------- | ----------- | ----------- | ------ | ------ | ------ |
| 2013-2014       | Gent            | PL              | 10         | 0          | CB              | 1               | 0               |                    | -                  | -                  |             | -           | -           | 11     | 0      |        |
| 2014-feb. 2015  | Gent            | PL              | 4          | 0          | CB              | 2               | 0               |                    | -                  | -                  |             | -           | -           | 6      | 0      |        |
| Totale Gent     | Totale Gent     | Totale Gent     | 14         | 0          |                 | 3               | 0               |                    | -                  | -                  |             | -           | -           | 17     | 0      |        |
| feb.-giu. 2015  | Ostenda         | PL              | 7          | 0          | CB              | 0               | 0               |                    | -                  | -                  |             | -           | -           | 7      | 0      |        |
| 2015-2016       | Ostenda         | PL              | 0          | 0          | CB              | 0               | 0               |                    | -                  | -                  |             | -           | -           | 0      | 0      |        |
| 2016-2017       | Go Ahead Eagles | ERE             | 15         | 0          | CO              | 1               | 0               |                    | -                  | -                  |             | -           | -           | 16     | 0      |        |
| Totale carriera | Totale carriera | Totale carriera | 36         | 0          |                 | 4               | 0               |                    | -                  | -                  |             | -           | -           | 40     | 0      |        |